# Dario Oppido
Dario Oppido (Ferrara, 13 febbraio 1965) è un doppiatore e attore italiano.

## Biografia
Come doppiatore ha cominciato presso gli studi di Milano e Torino. Successivamente, si è trasferito a Roma.
Ha prestato la sua voce per film, cartoni animati e videogiochi. È infatti noto per aver dato la voce a Mister Gus in Uncle Grandpa, Raoul nella pentalogia Ken il guerriero - La leggenda e nella serie Ken il guerriero: la leggenda di Raoul il dominatore del cielo, a Kanon di Gemini ne I Cavalieri dello zodiaco - Hades, Chef Hatchet a partire dalla seconda stagione di A tutto reality - Le origini in sostituzione di Roberto Draghetti (deceduto per un infarto).
In ambito videoludico invece, Dario Oppido è principalmente conosciuto per essere stato la voce di Marcus Fenix in Gears of War. È stato anche il doppiatore di Rayman (doppiato in precedenza da Arturo Caruso) in Rayman 3: Hoodlum Havoc, di Sam Fisher (ruolo che fino al terzo episodio era di Luca Ward) nei titoli Tom Clancy's Splinter Cell: Double Agent, Tom Clancy's Splinter Cell: Essentials e Tom Clancy's Splinter Cell: Conviction; oltre a ciò ha anche prestato la voce per Jack Carver in tutti gli episodi della serie Far Cry. Sostituisce inoltre Gene Simmons, bassista e cantante dei Kiss, come narratore della versione italiana del videogioco Guitar Hero: Warriors of Rock.
Nel dicembre del 2022 con Chiara Colizzi diventa la voce narrante di Meraviglie - Stelle d'Europa su Rai 1.
Dal 2023 è la voce di Taz e Foghorn Leghorn dei Looney Tunes in sostituzione rispettivamente di Roberto Pedicini e Alberto Angrisano.

## Filmografia

### Cinema
- Los peones, cortometraggio, regia di Alvaro Medina (1999)
- Da zero a dieci, regia di Luciano Ligabue (2002)
- La vita come viene, regia di Stefano Incerti (2003)
- Macanudo, cortometraggio, regia di Adam Selo (2003)
- Lacrime napulitane, cortometraggio, regia di Francesco Satta (2006)
- ...e se domani, regia di Giovanni La Parola (2006)
- L'ultimo latte, cortometraggio, regia di Adam Selo (2012)

### Televisione
- L'ispettore Coliandro, episodio Mai rubare a casa dei ladri (2009)

## Teatro
- Compagni di niente di Francesco Freyrie, al Testoni di Bologna
- Le troiane, regia di G. Rimondi, Arena del Sole di Bologna
- Cinghiali al limite del bosco, regia di G. Scabia
- Lettere al lupo, regia di G. Scabia
- C'era una volta il musical, regia di Dario Oppido e testi di Francesco Freyrie

## Doppiaggio

### Film
- Song Kang-ho in Memories of Murder, A Taxi Driver, Parasite, L'impero delle ombre, Emergency Declaration, Le buone stelle - Broker, Cobweb
- Christian Clavier in Non sposate le mie figlie!, Qualcosa di troppo, Non sposate le mie figlie! 2, Riunione di famiglia - Non sposate le mie figlie! 3, Employee of the Month
- Steven Seagal in Force of Execution, Code of Honor, A Good Man, General Commander, Beyond the Law - L'infiltrato
- Ernie Hudson in Le avventure di Mickey Matson - Il codice dei pirati, God's Not Dead 2, Ghostbusters: Legacy, Ghostbusters - Minaccia glaciale
- Dave Bautista in Bushwick, Final Score, Dune, Dune - Parte due
- Temuera Morrison in Aquaman, The Flash, Aquaman e il regno perduto
- Wood Harris in Creed - Nato per combattere, Creed II, Creed III
- Tony Todd  in Hell Fest, The Debt Collector, Final Destination Bloodlines
- Frank Lammers in The Takeover, Ferry, Ferry 2
- Demián Bichir in The Nun - La vocazione del male, The Grudge, The Midnight Sky
- Grégory Gadebois in Vulnerabili, Délicieux - L'amore è servito, La misura del dubbio
- Joaquim de Almeida in La profezia di Celestino, Cody il mio amico robot, Missing
- Bryan Cranston in Detachment - Il distacco, In Dubious Battle - Il coraggio degli ultimi
- Salman Khan in Dabangg, Wanted
- Giancarlo Esposito in Feel the Noise - A tutto volume, The Electric State
- DeObia Oparei in La furia di un uomo - Wrath of Man, The Gray Man
- Andy Serkis in The Batman, Venom: The Last Dance
- Johannes Zeiler in Aiuto, ho ristretto mamma e papà!, Aiuto, ho ristretto i miei amici!
- Masaaki Uchino in Fullmetal Alchemist - La vendetta di Scar, Fullmetal Alchemist - Alchimia finale
- Gérard Lanvin in A Gang Story, GTMAX
- F. Murray Abraham in Il flauto magico, Milarepa
- Jiang Wen in Rogue One: A Star Wars Story
- Danny Huston in Pressure
- Bill Paxton in Edge of Tomorrow - Senza domani
- Dolph Lundgren in Dead Trigger
- Daniel Auteuil in L'onore delle armi
- Shanti Roney in Rapina a Stoccolma
- Kelsey Grammer in Transformers 4 - L'era dell'estinzione
- Danny McBride in Tropic Thunder
- Karl Urban in Thor: Ragnarok
- David Sterne in Pirati dei Caraibi - La maledizione del forziere fantasma
- Cung Le in A Certain Justice
- Marcel Iureș in Pirati dei Caraibi - Ai confini del mondo
- Ralph Ineson in Ready Player One
- Stelio Savante in La mia super ex-ragazza
- Jeff Norris in La mia super ex-ragazza
- Ferran Terraza in Rec
- Joël Lefrançois in Frontiers - Ai confini dell'inferno
- Razaaq Adoti in The Commander
- Toshiya Nagasawa in Shinobi
- Jan Gregor Kremp in Love Song - Una canzone per te
- Steven Weber in My One and Only
- Frank Silvera in Paura e desiderio (doppiaggio 2013)
- Bates Wilder in Joy
- Michael Stuhlbarg in Lincoln
- Cho Jin-woong in Mademoiselle
- Craig Fairbrass in Missione vendetta
- Cliff Curtis in Doctor Sleep
- Larry Fessenden in I morti non muoiono
- Voce narrante in Diario del saccheggio
- Brian Presley in Balto e Togo - La Leggenda
- Colman Domingo in Ma Rainey's Black Bottom
- Graham Greene in Il lupo e il leone
- Robert Patrick in The Rising Hawk - L'ascesa del falco
- Olivier Rabourdin in Black Box - La scatola nera
- Ingar Helge Gimle in Blasted - In due contro gli alieni
- Rupert Everett in My Policeman
- Jared Harris in Morbius
- Scott Adkins in John Wick 4
- Rob Riggie in Doggy Style - Quei bravi randagi
- Aaron Hendry in Teen Wolf - Il film
- Johnny Vivash in Rendel - Il vigilante
- Miles Jupp in Napoleon
- Ray Winstone in Damsel
- Kim Pub-lae in Illang - Uomini e lupi
- Kevin Michael Richardson in Picchiarello al campo estivo
- Paul Ben-Victor in The Collective
- Wayne Charles Baker in Emma e il giaguaro nero
- Benjamin Byron Davis in Borderlands
- Nicolas Briançon in Il caso Goldman
- Zahn McClarnon in Fidanzata in affitto
- Szymon Kuśmider in Il divorzio
- Okan Yalabik in Blue Cave
- Chew Kinwah in The Shadow Strays
- Jim Gaffigan in Unfrosted - Storia di uno snack americano
- Lou Diamond Phillips in Werevolves
- Eric Corton in IHostage
- Gerard Butler in Dragon Trainer
- Mamadou Ba in Death Before the Wedding
- Shea Whigham in F1 - Il film
- Lennie James in The End
- Ted Levine in Mr. Monk's Last Case: A Monk Movie
- Pruitt Taylor Vince in Superman
- Murth Mossel in Almost Cops
- Mark Gibbon in Robin Hood - Il segreto della foresta di Sherwood
- Andrew Dice Clay ne Il blindato dell'amore

### Serie televisive
- Ramiro Blas in Vis a vis - Il prezzo del riscatto, Vis a vis - L'Oasis
- Peter Kurth in Babylon Berlin, Una linea sottile
- Pedro Casablanc in La Fortuna, I Farad
- Frank Lammers in Undercover, Ferry - La serie
- Jonathan Jose Quintana in Club 57
- Andre Braugher in Thief - Il professionista
- Errol Sitahal in Essere Indie
- Lucas Bryant in Haven
- Mike Colter in The Good Wife
- Ray Stevenson in Black Sails
- Ingvar Eggert Sigurðsson in Trapped
- Jared Harris in Chernobyl
- Fares Fares in The Decameron
- Emre Kınay in Come sorelle
- Dennis Haysbert in Lucifer[1]
- Dohn Norwood e Michael Patrick McGill in Bosch
- Terry Crews in Tales of the Walking Dead
- Vincent Regan in One Piece
- Ed Amatrudo in The Consultant
- Tyrone Benskin in Jupiter's Legacy
- Craig Parkinson in Il re d'inverno - Artù, dal mito alla leggenda
- Adam Copeland in Percy Jackson e gli dei dell'Olimpo
- Ernie Hudson in Quantum Leap
- Armin Rohde in Il Grifone
- Giancarlo Esposito in Allegiance
- Uğur Polat in Segreti di famiglia
- Murat Aygen in Il dottor Alì
- Tim Daish in Gormiti - The New Era
- Jim Gaffigan in Seinfeld
- Rory McCann in Knuckles
- Song Young-chang in Squid Game
- Claudio Martínez in L'Eternauta
- Robert John Burke in The Last of Us
- Lennie James in Genius
- Kim Coates in The Walking Dead: Dead City

### Soap Opera
- Ritchie Coster in Sentieri

### Film d'animazione
- Gordon in Il trenino Thomas - Thomas e i trenini coraggiosi, Il trenino Thomas - Sodor e il tesoro dei pirati, Il trenino Thomas - La grande corsa, Il trenino Thomas - Viaggio oltre i confini di Sodor, Il trenino Thomas - Un mondo di avventure
- Raoul in Ken il guerriero - La leggenda di Hokuto, Ken il guerriero - La leggenda di Julia, Ken il guerriero - La leggenda di Raoul e Ken il guerriero - La leggenda di Toki
- Prete e annunciatore in Melanzane - Estate andalusa
- Gustav in Lupin III - Il castello di Cagliostro (terzo doppiaggio)
- Presidente in Disaster! - La terra è fottuta
- Jeckhilde in Mià e il Migù
- Herc in Seafood - Un pesce fuor d'acqua
- Ten. Tony Daugherty in Starship Troopers - L'invasione
- Budzo in Zambezia
- Pinia in La scuola più pazza del mondo
- Piatà in Rio 2096 - Una storia d'amore e furia
- Murgison in Capitan Harlock - L'Arcadia della mia giovinezza
- Shinnou in Naruto Shippuden - Il maestro e il discepolo
- A in Naruto - Il film: La prigione insanguinata
- Neville Baddington ne Il segreto di Babbo Natale
- Soichiro Miyama in Detective Conan - Requiem per un detective
- Kansuke Yamato in Detective Conan - ...e le stelle stanno a guardare
- Crocodile in One Piece - Un'amicizia oltre i confini del mare
- Daburanda in Doraemon - Il film: Le avventure di Nobita e dei cinque esploratori
- Re Tornado in My Little Pony - Il film
- Tyrano in Arrivederci, Tyrano
- Sarge in Klaus - I segreti del Natale
- Varys Truss in Promare
- Seigo Yamazawa in L'impero dei cadaveri
- Black Adam/Teth-Adam in Shazam vs Black Adam
- Deglan in The Witcher: Nightmare of the Wolf
- Dr. Le Quack in Viaggio ad Altrove: Scooby-Doo! incontra Leone il cane fifone
- Cacciatore in Riverdance: l'avventura animata
- Ito ne La vetta degli dei
- Cosmos in The House
- Diego in L'era glaciale: Le avventure di Buck
- Gattolardo in Cip & Ciop agenti speciali
- Van in The Deer King - Il re dei cervi
- Morte ne Il prodigioso Maurice
- Zeus in Argonuts - Missione Olimpo
- Jack Rackham in Taddeo l'esploratore e il segreto di re Mida
- Diego von Schniffenstein in Re Titti
- Vilna Lutz ne L'elefante del mago
- Avvoltoio in Spider-Man: Across the Spider-Verse
- Octopus in Blu e Flippy - Amici per le pinne
- Mayestos in Dragonix - Il sigillo di smeraldo
- Padre di Tomona in Inu-Oh
- Ohga in Paws of Fury - La leggenda di Hank
- Franklin in Hunter × Hunter: Phantom Rouge
- Gaki in Hunter × Hunter: The Last Mission
- Tom Dupain in Miraculous - Le storie di Ladybug e Chat Noir: Il film
- Re Parrocchetto in Il ragazzo e l'airone
- Karl in Cattivissimo me 4
- Kiros in Mufasa - Il re leone
- Eolo in Biancaneve
- Rocco in Fixed - Un'ultima avventura

### Serie animate
- Chef Hatchet in A tutto reality: le origini (st. 2-3), A tutto reality - L'isola: Il ritorno[2]
- Foghorn Leghorn e Taz in Bugs Bunny costruzioni, Tiny Toons Looniversity
- Bat in Shin Getter Robot contro Neo Getter Robot (ridoppiaggio), Getter Robot Arc
- Absalom, Basil Hawkins (1ª voce), Caribou, Crocodile (4ª voce), Peepley Lulu (1ª voce), Onigumo (2ª voce), Arlong (ep. 387), Barbanera (ep. 325) in One Piece
- Lawton, Roman Goodwin (2ª voce) e Aporia in Yu-Gi-Oh! 5D's
- Action Man, Signor Cardholder, Colonnello Bud Manstrong e Race Bannon in The Venture Bros.
- Jugo Yokomizo (1ª voce) e Kansuke Yamato in Detective Conan
- Greg e Renatone in Extreme Football
- Lunaris, Macchia Nera (1ª voce) e Bentley Buzzard (2ª voce) in DuckTales[2]
- Raoul in Ken il guerriero: la leggenda di Raoul il dominatore del cielo
- Theo Gattler in Baldios - il guerriero dello spazio (ep. 33-34)
- Wolverine/Logan in Wolverine e gli X-Men
- Lord Pariah in Danny Phantom
- Ozu in Kappa Mikey
- Fat Ed in Fur TV
- Duboir in Alpen Rose
- Voce narrante in Vampire Princess Miyu
- Mitsukake in Fushigi yûgi 2
- Boma in Ghost in the Shell: Stand Alone Complex
- Arquette in Platinumhugen Ordian
- Sir Peter Winfield in Hellsing
- Il Capo in The Life & Times of Tim
- Cross in Mazinger Edition Z: The Impact!
- Burn in Space Symphony Maetel - Galaxy Express 999 Outside
- Kanon di Gemini ne I Cavalieri dello zodiaco - Hades
- Pancrazio Sonsazio in Uffa! Che pazienza
- Il Quarto Raikage A (1ª voce) e Fudou in Naruto Shippuden
- Gordon in Il Trenino Thomas
- Muso Tokugawa in Gantz
- Trueman in Yu-Gi-Oh! GX
- Bradley Buzzcut (2ª voce) in Beavis and Butt-head
- Agente Fowler in Transformers: Prime
- Imperatore Muge Zorbados in Dancouga
- Overlord in Savage Dragon
- Kilowog in Green Lantern: The Animated Series
- Super Commander in Lucky Fred
- Kord Zane in SlugTerra - Lumache esplosive
- Miles Dredd in Max Steel (2013)
- Sindaco Maynot in Popples
- Mister Gus in Uncle Grandpa
- Guan Yu in Inazuma Eleven GO Chrono Stones
- Signor Poolcheck, Fantasma Taglialegna e Ford in Gravity Falls
- Myles Grint in Star Wars Rebels
- Phil Felt in Atomic Puppet
- Toshizou Hijikata in Drifters
- Armand in Camp Lakebottom
- Ed / Alan in MÄR
- Carl Brutananadilewski in Aqua Teen Hunger Force
- Generale Elk Domel in Star Blazers 2199
- Gus Goldman in Carole & Tuesday
- Kurt in Chicago Party Aunt
- Yugo Tennoji in Steins;Gate 0
- Ira Gamagori in Kill la Kill
- Shibakusa in Godannar
- Conte Luis Yu Almeida in Lupin the Third - La donna chiamata Fujiko Mine
- Sven in Disincanto
- Generale Basque Grand in Fullmetal Alchemist (prima serie del 2003)
- Sloth in Fullmetal Alchemist: Brotherhood
- Nardo in Pokémon
- Hoteye (1ª voce) e Gildarts Clive (2ª voce) in Fairy Tail
- Gildarts Clive e Georg Reizen in Fairy Tail: 100 Years Quest
- Tom Dupain (2ª voce) in Miraculous - Le storie di Ladybug e Chat Noir
- Oculus in Death Parade
- Preside Garcia in Mr. Pickles
- Eisen in Frieren - Oltre la fine del viaggio
- Kronis / Trap Jaw in He-Man and the Masters of the Universe
- Dalzollene in Hunter × Hunter (serie 2011)
- Heracles in Pluto
- Seaford in Mermaid Magic
- Croaks in La Serie di Cuphead[3]
- Metaurus in Secret Level
- Rupert Thorne in Batman: Caped Crusader
- Fred Flintstone in Jellystone
- Sebastian in Ariel
- Hopper in Devil May Cry
- Titan in Invincible
- Mayestos in Dragonix - Il Sigillo di Smeraldo

### Videogiochi
- Supervisore in Emergency 4: Global Fighters for Life
- Axe in Prince of Persia: I Due Troni [4]
- Marcus Fenix in Gears of War[5], Gears of War 2[6] e Gears of War: Judgment
- Droni delle Locuste in Gears of War
- Sam Fisher in Tom Clancy's Splinter Cell: Double Agent, Tom Clancy's Splinter Cell: Essentials, Tom Clancy's Splinter Cell: Conviction
- Douglas Shetland in Tom Clancy's Splinter Cell: Pandora Tomorrow, Tom Clancy's Splinter Cell: Chaos Theory
- Capitano Arthur Partridge in Tom Clancy's Splinter Cell: Chaos Theory
- Grayson Hunt in Bulletstorm[7]
- Urdnot Wrex in Mass Effect, Mass Effect 2
- Guerra in Darksiders[8]
- Jack Carver in Far Cry[9], Far Cry Instincts, Far Cry Instincts: Evolution, Far Cry Vengeance
- Lo Sciacallo in Far Cry 2[10]
- Reilly in Boog & Elliot a caccia di amici[11]
- Concierge e Vincent in Jack Keane: Al riscatto dell'Impero britannico[12]
- Turok in Turok[13]
- Tychus Findlay in Starcraft II
- Tutti i Manu in Atlantide[14]
- Theo Mavik in Nefertiti[15]
- Leopold Snooze e Argo in Dedalus [16]
- Sergente Rico Velasquez in Killzone 3[17]
- Zoran Lazarevich in Uncharted 2: Il covo dei ladri
- Jordan Adam Shepard / Dedalus in Resistance 2[18]
- Jackson "Mad Jack" Neville in Heavy Rain
- Mario Auditore e Giovanni Auditore in Assassin's Creed II[19]
- Mario Auditore in Assassin's Creed: Brotherhood[20]
- Richard Clutterback in Assassin's Creed III[21]
- Charles-Gabriel Sivert in Assassin's Creed: Unity[22]
- James MacAllan in Titanfall[23]
- Derek Pappalardo in Mafia II
- Gene Simmons in Guitar Hero: Warriors of Rock
- Indiana Jones, Agenti e Soldati in Indiana Jones e la tomba dell'imperatore[24]
- Rayman, Globox e Reflux in Rayman 3: Hoodlum Havoc
- Greg "Mac" Hassay in Brothers in Arms: Earned in Blood[25]
- Greg "Mac" Hassay in Brothers in Arms: Road to Hill 30[26]
- Domino Hurley in Grim Fandango
- Barista dello Scrumm Bar in Fuga da Monkey Island
- Jack Driscoll in Peter Jackson's King Kong: The Official Game of the Movie
- Agente Jules Merit in Syndicate
- Mister Thompson in Driver 76[27]
- Creon in Atlantis: Segreti d'un mondo perduto[28]
- Udyr in League of Legends
- Colonnello Sawyer in World in Conflict, World in Conflict: Soviet Assault
- Elijah in Fallout: New Vegas
- Winston in Overwatch[29] e Overwatch 2[30]
- Samuel Hayden in Doom[31] e Doom Eternal[32]
- Harry in The Crew
- Alexei Stukov in Starcraft II - Legacy of the Void (2015)[33]
- Lo Spartano in Spartan: Total Warrior
- Lord Shimura in Ghost of Tsushima[34]
- Avvoltoio in Spider-Man: Il regno delle ombre[35]
- Manu bianco, Manu blu, Manu rosso, Manu geografo, Aristotele, Platone e Re in Atlantide[36]
- Gran Sacerdote in Atlantis II[37]
- Tanjala in Avatar[38]
- Nick Fury in Marvel's Avengers[39]
- Picco di Montagna in Aztec: Maledizione nel cuore della città d'oro[40]
- Wulfgar in La leggenda di Beowulf: Il videogioco[41]
- Frank McCullin e Marcel in Call of Duty 3[42]
- Joseph "Hades" Chkheidze e Khan in Call of Duty: Advanced Warfare[43]
- Bennett in Cold Fear[44]
- Halfdan Ragnarsson e Thor in Assassin's Creed: Valhalla[45]
- Michael Walter in Tom Clancy's Rainbow Six: Vegas 2 (2008)[46]
- Sebastian "Padre" Ibarra, Emmerick Bronson, Emmerick, Roh Chi-Won e Kang Tao in Cyberpunk 2077[47]
- Kha-Beleth in Dark Messiah of Might and Magic[48]
- Nick Easton, William Lake e il Montanaro in Death Stranding[49]
- Leopold Snooze, Argo e Guardia #1 in Dedalus[50]
- Doc McCoy in Desperados 2: Cooper's Revenge[51]
- Capitan Haile in Diablo III[52] e Diablo III: Reaper of Souls[52]
- Master Chef in Eat Lead: The Return of Matt Hazard[53]
- Hannibal - Red Narcissus in Faust - I 7 giochi dell'anima[54][55]
- Nefarian, Mal'ganis e Quartiermastro in Hearthstone[56]
- Kha-Beleth e Kenald in Heroes of Might and Magic V[57]
- Tychus in Heroes of the Storm[58]
- Commissario Twinings, Padre Dominique/Giuda e Aldo il custode in Jonathan Danter - Nel sangue di Giuda[59]
- Don Ennio Salieri in Mafia: Definitive Edition
- Jachari Achebe in Outriders[60]
- Diablo, il vagabondo e Meshif in Diablo II: Resurrected[61]
- Hekarro in Horizon Forbidden West[62]
- Thor in God of War Ragnarök[63]

### Televisione
- Meraviglie - Stelle d'Europa, (Rai 1, 2022-2023)
- Michael Portillo in Prossima fermata Asia, (BBC, 2020 - Rai 5, 2023-)